# Caneleiro-da-guiana
Caneleiro-da-guiana ou caneleiro-de-dorso-reluzente (Pachyramphus surinamus) é uma espécie de ave da família Tityridae.
Pode ser encontrada nos seguintes países: Brasil, Guiana Francesa e Suriname.
Os seus habitats naturais são: florestas subtropicais ou tropicais húmidas de baixa altitude.